# PEACEFUL
PEACEFUL（ピースフル）は、北海道札幌市を中心に活動していた日本の女性ローカルアイドルである。

## 概要

### グループ概要
「北海道アイドルプロジェクト」からオーディションを経て編成された。グループ名の由来は"子供たちの笑顔が一人でも多くの人の心に届き、平和を意識する気持ちを音楽と共に届けられますように"である。
ダンストレーナーは元MARIAのSACCHINこと中川祐衣だった。
2012年7月31日をもって解散したことが、翌8月1日に事務所より事後報告された。メンバーのコメント等は一切なかった。

### 北海道アイドルプロジェクト
ランタイム、WESS、LAWSONが手を組んだプロジェクト。応募総数952名の中から合格者7名、審査員特別賞4名が選ばれた。
審査員特別賞の4名はジェネガールとしてAIR-G'の番組Superduper Radio next Generationに出演していた。番組は2012年3月をもって放送終了。(一名脱退、一名PEACEFULに移籍)
審査員の中には元ZONE及びMARIAのMAIKOも含まれていた。

## メンバー
KAEDE（ニックネーム：かえぴょん）リーダー
- 本名は幅寺 楓（はばでら かえで）
- 1997年6月19日生まれ。
- 江別市出身。
- 4月30日、札幌ドームで行われた北海道日本ハムファイターズの試合で始球式をした。
- 犬や猫などペットをたくさん飼っている。
- 好きな食べ物は果物全般と枝豆。

MANAKA（ニックネーム：ま〜にゃん） 副リーダー
元Juice=Juiceメンバー
- 本名は稲場 愛香（いなば まなか）
- 1997年12月27日生まれ。
- EXPG札幌校出身。
- EXILEのバックダンサーとして2010年『NHK紅白歌合戦』（NHK G）に出演した。
- 好きな食べ物は果物全般。
- サッカーをやっている3歳年下の弟がいる（誕生日は宮本佳林と同じ日）。
- 2013年5月5日付でハロプロ研修生に加入。
- 2014年11月5日付でカントリー・ガールズに加入したが、喘息の持病が悪化したことに伴い、2016年8月4日に卒業する事になった。
- 2017年9月8日から札幌を拠点に活動を再開。2018年6月13日付でJuice=Juiceに加入。

MARIN
元カレッジ・コスモスメンバー
- 本名は菅 真鈴（すが まりん）
- 1997年11月21日生まれ。
- 趣味は寝る事。
- 好きな食べ物はカレーライス。
- 五人兄弟である。

SAYO（ニックネーム：さよちん）
『MISS INTERNATIONAL JAPAN 2019』　特別賞受賞
- 本名は野嶽 沙世（のだけ さよ）
- 1997年12月26日生まれ。
- メンバーで一番背が高い（161cm）
- 特技は野球。
- 腹筋が8つに割れている。
- 「ミック」という名前の犬を飼っている。
- EXPG札幌校出身。
- 兄が２人いる。

SARI（ニックネーム：さりポン）
元ミルクス本物メンバー
- 本名は西尾 咲璃(にしお さり）
- 1998年7月18日生まれ。
- 千歳市出身。
- ダンスを習っていた。
- 特技はブリッジと変顔である。
- 「ミルク」という名前の犬を飼っている。
- アメリカンコッカースパニエル「もく」
- アヒルも２羽飼っている。
- 爬虫類も含め、動物が大好き。
- 2016年1月にミルクス本物に加入。
- 2017年12月にミルクス本物を脱退。
- 今はYouTuberとして活動したり消えたりしている。

KANON（ニックネーム：かにょん）
- 本名は中村 夏音（なかむら かのん）
- 1998年6月26日生まれ。
- 身長は149cm。
- 英検5級を持っている。
- チワワの「もみじ」とカメの「トート」を飼っている。
- 好きな食べ物は『果物・酢物・なま物』。
- 読売ジャイアンツの陽岱鋼の大ファン。

SHION（ニックネーム：しおねぇ）中途加入
現NMB48メンバー
- 本名は堀 詩音（ほり しおん）
- 1996年5月29日生まれ。グループ最年長。
- カバヤ食品の2010年『さくさくぱんだイメージガールオーディション』で準グランプリを受賞した。
- コンサドールズユースチームの元メンバー（2009、2010シーズン）。
- 北海道アイドルプロジェクトで審査員特別賞を受賞。じぇねが〜る、SRSとして活動していたが、2012年5月1日付でPEACEFULに加入。
- 好きな食べ物はいちごとポップコーン。
- オスのシーズーを飼っている。名前は「マルコム」。
- 2015年3月、第2回AKB48グループ ドラフト会議にエントリー。同年5月10日、第2巡目で、NMB48チームMが交渉権獲得。同年7月5日、インテックス大阪で行われたNMB48 11thシングル「Don't look back!」個別握手会にて、お披露目が行われた。
- 2016年8月25日、神戸ワールド記念ホールで行われた、『NMB48 リクエストアワー セットアワー 235 2016』の初日公演でチームMに昇格。同年10月18日、神戸ワールド記念ホールで行われた、『NMB48 6th Anniversary LIVE』でのアンコールで発表された組閣でチームNに移籍。

RIKA（ニックネーム：りかりん）中途脱退
サンミュージックプロダクション所属
- 本名は中川 梨花（なかがわ りか）
- 1998年4月21日生まれ。
- アニメが好き。
  - 『けいおん!』が一番好きで、特に琴吹紬が好き。
  - 二番目に好きなアニメは『魔法少女まどか★マギカ』で、特に暁美ほむらが好き。
  - 事務所の先輩ClariSのファンでもある。

- 2012年3月29日付で事務所発表で脱退した。
- サンミュージックプロダクションに加入。

## 来歴
2011年
- 4月1日 ペニーレーン24のZ-ONE（ゼットマイナスワン）東北地方太平洋沖地震復興支援LIVE」に出演。
- 4月30日 札幌ドームで北海道日本ハムファイターズVS埼玉西武ライオンズ戦のオープニングセレモニーに参加。
- 5月4日 HBCテレビグッチーの 今日ドキッ!に生出演、デビュー曲START!!をテレビ初披露した。
- 5月5日 円山動物園60周年×AIR-G' アニバーサリーコンサートに出演。
- 6月8日 デビューシングルSTART!!発売。
- 6月23日 HBCテレビの特番 START!!北海道アイドル☆プロジェクトで結成までの裏側密着を紹介。
- 7月10日 ペニーレーン24でSTART!!購入者特典 PEACEFULミニライブ&写真撮影会を開催。
- 7月18日 Sound Lab moleでRadio mole LIVEに出演。
- 7月26日 石狩市の第29回花川にゅうふるさと夏まつりに出演。。
- 9月11日 小樽市の北海道ワインで行われた『第25回北の収穫祭ワインカーニバルinおたる』に出演。
- 12月25日 東京ディズニーリゾートイクスピアリで初の首都圏でのイベントを開催。
- 12月28日 札幌KRAPS HALLで行われたランタイムミュージックエンタテインメント主催の『MUSIC〜ありがとう2011〜』に出演。

2012年
- 1月7日 ローカルラジオ局FMドラマシティの番組、『アラサー生活科学研究所』に出演。
- 2月5日 東京都のベルサール秋葉原で行われた『Girl's Revue』に出演。
- 3月29日 RIKAが脱退。
- 5月1日 SHIONが加入。
- 5月12日 札幌ドームで行われた『コカ・コーラ ロンドンチャレンジ』のマイビートコンテスト北海道予選に"KAKAMASASHI"として出場。優勝し、最終選考への切符を手にした。
- 6月9日 ペニーレーン24で行われたZONEツアー2012「2人になりましたけど…NANIKA？」に出演。(オープニングアクト)
- 6月10日 札幌グランドホテルにてランタイムファミリークラブイベントを開催。
- 6月24日 『コカ・コーラ ロンドンチャレンジ』決勝大会に出場。
- 7月31日 グループ解散。

## KAKAMASASHI
『コカ・コーラ ロンドンチャレンジ』のマイビートコンテストに参加した際のチーム名。大会規定により一チームにつき5名までしか出場できなかったため、コンテストにはKAEDE、KANON、MANAKA、SARI、SHIONが選抜メンバーとして出場した。チーム名は出場メンバーの頭文字から取った。

## ディスコグラフィー

### シングル
- START!!（2011年6月8日）

参加作品
- ZONEトリビュート〜君がくれたもの〜（2011年8月10日） ※「GOOD DAYS」をカバー。